# 卡羅斯·海斯卡克
卡洛斯·諾曼·哈斯考克二世（英語：Carlos Norman Hathcock II；1942年5月20日—1999年2月23日），為越戰時期美國海軍陸戰隊槍砲军士，狙擊手，服役期間共擊殺93人，非官方擊殺統計更达300人以上。

## 概述
卡洛斯所從事的任務以及任務中不尋常的細節造就他成為上個世紀的當代傳奇，尤其他所創立的名聲以及他個人對於遠距離狙擊的心得共享造就美國海軍陸戰隊這支對於步槍有非比尋常熱愛的部隊（"Every Marine is a rifleman".）發起美國狙擊手訓練計畫（United States Marine Corps Sniper training program）。
他個人的名聲也偉大到由M21狙擊手武器系統發展而來的M25狙擊手武器系統也要以他為名，稱為「白羽步槍」（White Feather Rifle）。

## 早期生平
卡洛斯生於美国阿肯色州小岩城，他是個鄉下長大的孩子，在父母離異後跟著祖母一起生活。卡洛斯小時候經常進行狩獵，主要也是因為貧困而努力貼補家計；他出外打獵的時候常常帶著家裡的狗，在自己異想的小國度中假裝自己是美國陸軍遊騎兵在「德國」野外準備獵殺萬惡的納粹份子；說到打獵這回事，小卡洛斯是來真的，或許同齡的孩子還在拉開彈弓卻打中自己的大拇指的同時，小卡洛斯的耳朵早已習慣父親從歐洲戰場上帶回來的步槍槍聲。
1959年5月20日，卡洛斯終於以17歲的年齡入伍。1962年11月20日，卡洛斯完成終生大事，约瑟芬·“乔”·布赖恩（Josephine "Jo" Bryan）嫁給了他，並生下獨子卡洛斯·諾曼·哈斯考克三世（Carlos Norman Hathcock）。

## 海軍陸戰隊生涯

### 鼎鼎大名
在卡洛斯奉派到越南之前，「卡洛斯·哈斯考克」是各大射擊大獎得主名單上最常見的名字，其中也包括了温布尔登杯；網球界盛事請見溫布頓網球錦標賽）射擊大賽；每年八月的前兩週，各家好手雲集俄亥俄州的佩里營，獲准「用各種瞄準具」努力擊中1,000碼外的目標；卡洛斯就是1965年的冠軍。但隔年卡洛斯就派赴越南。
卡洛斯並沒有一到越南就在叢林中神出鬼沒，而是先當了一陣子憲兵。在他當憲兵的任內，剛好E·J·蘭德（E.J. Land）上尉正在規劃排級狙擊手的編製；只要是有紀錄公認打靶打的準的海陸隊員都會由蘭德上尉徵召，所以享有溫布頓大賽名聲的卡洛斯很快就為蘭德所物色。

### 越戰狙擊排行榜
如果只以官方數字來作比較的話，卡洛斯比起其他的狙擊手而言，顯的一點都不偉大，甚至還有些渺小；但顯然事實並非如此，原因就出在官方認定的標準非常嚴格－－在廣大正面的戰場上，一個狙擊手搭配一個觀測手；再依照官方要求，以第三方公證人來確認狙擊結果。但在越南戰場上，第三方的公證人往往不存在，在無法確認的狀態下，其實卡洛斯的擊斃總數早已突破三百人，而部隊中相信他擊斃總數超過四百人者，更是大有人在。
如果我們以「官方數字」排列越戰狙擊王的排行榜，卡洛斯以93名确认击杀穩坐第三名；查克·馬威尼（Chuck Mawhinney）排第二，擊殺總數為103人，外加216人「可能擊殺」的紀錄（103 confirmed kills and 216 "probable kills"）；第一名反而是個不太有名的阿岱伯特·渥頓上士（SSgt. Adelbert Waldron），一共擊殺109人。

### 三萬美元
如同和瓦西里·扎伊采夫這兩個令敵人頭痛萬分的狙擊手，卡洛斯也由於他高超的狙擊技術成為北越軍隊的眼中釘。
北越方面開出「三萬美元」的高價懸賞卡洛斯與蘭德上尉的項上人頭；在那時，打死一個一般的美軍狙擊手只能領到8美金的賞金，相比之下更顯現卡洛斯不凡的地位。
因為卡洛斯的叢林帽束帶上總是夾著一根白羽毛，「白羽毛狙擊手」一說就此在越共與北越軍中不脛而走，而這個稱號也回傳到美軍的部隊裡。
北越軍隊中甚至派出一個排的狙擊手，務必要擊斃這個「戴白羽毛的」，這場狙擊戰因而變為「戰爭中的戰爭」。
在同一個區域出任務的弟兄並非存著看好戲的心態，而是紛紛在帽子上夾起白羽毛；卡洛斯的弟兄們並非不知道一旦夾上白羽毛，所有任務就會變的更危險也複雜，而是出於對弟兄的支持與對卡洛斯的大名與地位的敬佩，萬一卡洛斯真的如北越的意死在他們的手裡，損失不會比一整個單位被全殲來的少。

### 魔彈
卡洛斯生平最漂亮的一記就是準準的打穿敵人的瞄準鏡然後子彈繼續向前飛，再鑽進敵人的眼窩讓敵人爆頭而亡。
那一次卡洛斯跟他的觀測員約翰·柏克（John Burke）在55高地火力基地週遭的叢林裡追蹤北越的狙擊手，該狙擊手很有可能就是衝著卡洛斯來的。卡洛斯與約翰躡手躡腳地在叢林走著，或者說是卡洛斯運氣好，突然眼前有一道閃光亮了一下，二話不說卡洛斯對著閃光位置就是一槍，而這一槍準準地對著對方的瞄準鏡，子彈就這麼鑽了進去，穿入敵人的眼窩讓敵人爆頭而亡；剛剛的閃光就是從這個狙擊手的瞄準鏡上反射出來的。
卡洛斯事後看了現場後還原並總結了事情的經過，很有可能是因為他與對手都已經進入歸零射擊的狀態，只是剛好卡洛斯領先一兩秒開火，不然理論上有可能兩邊同時開火一起陣亡。

### 誰擋了誰
卡洛斯的白羽毛只有一次取下來過；卡洛斯第一次奉派到越南的時候參加了一個自願性的狙殺任務，但是他得先爬上好幾千公尺，加上不眠與不休，有如毛毛蟲般一吋一吋地蠕動才能殺掉一名北越正規軍（North Vietnam Army）的高級指揮官，任務的細節一直到他登上直升機的路上才獲得簡報。
卡洛斯說在他的爬行途中碰上一名敵軍士兵（卡洛斯通常稱他們為「漢堡」）而且幾乎差一點就踩到他身上，幸好他身上迷彩服的圖紋與花樣以假亂真，矇騙過這傢伙；在爬行的路上卡洛斯還碰上一條青竹蛇（見台灣爬行動物列表或Bamboo viper），不知道是誰擋了誰的路，卡洛斯冷靜地動也不動直到青竹蛇滿意了自己恐嚇的行為後離去，卡洛斯也就跟著放棄這個射擊位置。
這位北越將軍跟大部分人一樣，早上起床後出來習慣伸個懶腰，將軍的懶腰伸到一個定位，卡洛斯乾淨俐落的一槍擊中將軍的腦袋；這一槍就好像捅到馬蜂窩，北越官兵蜂湧而出，像馬蜂般憤怒盲目地四處尋找敵人的蹤跡；於是乎卡洛斯又得重新開始自己的爬行之旅......這一趟任務足足讓卡洛斯爬了4天3夜，可說吃足了苦頭。
這一趟艱鉅的任務結束後，卡洛斯於1967年調回美國本土；不過他就是有著老軍人的心結，總認為前線少不了他，弟兄們不能沒有他，所以他於1969年又調回越南，並負責指揮一個排的狙擊手；不過這次再回越南，卡洛斯的戰爭之旅就畫下了終點。

### 1969年，溪山
卡洛斯在溪山基地附近搭乘著兩棲登陸坦克，結果坦克碰上了敵軍的反坦克地雷，在爆炸後坦克很快就陷入火海，然而在卡洛斯至少逃到安全的地點以前，他已經將七個受傷的弟兄從火焰中拉出來，卡洛斯也因此而受到全身面積90%的灼傷，其中有43%是三度灼傷，於是他很快就後送回德州的布魯克陸軍醫療中心，並且接受了13次植皮手術才撿回老命一條。不過卡洛斯的傳奇也跟著更換過的新皮膚消失了，他變的沒辦法再流利地操作步槍與進行戰術動作，事實上他身體有的部位也沒辦法再排汗；部隊要薦舉他獲頒銀星勳章，卡洛斯推辭了，他說在那個節骨眼上只要還沒昏過去的人都會作出救人的舉動，卡洛斯就這樣虛懷若谷地推辭了對他崇高大勇的致意與表揚，直到三十年後他才首肯獲頒銀星勳章。
卡洛斯在一本關於他的書中說到，「我喜歡射擊，而我也愛打獵，但是我可一點都不享受殺戮，那不過是我的工作。我要是不把那些王八蛋給了結了，他们可会干掉多少我們那些虽然穿上了军装，但也不过是孩子的陆战队员們？我是這麼認為的。」（"I like shooting, and I love hunting. But I never did enjoy killing anybody. It's my job. If I don't get those bastards, then they're gonna kill a lot of these kids we got dressed up like Marines. That's just the way I see it."）

## 使用的武器
卡洛斯出任務時主要用的武器是標準狙擊步槍－－也就是一把溫徹斯特M70（Winchester Model 70） .30-06口徑手動槍機步槍搭配尤那托瞄準鏡。如果卡洛斯待在火力基地，他就會以自己特別改裝的白朗寧M2重機槍加裝尤那托瞄準鏡；安裝瞄準鏡的托架是卡洛斯自己的發明，這架舉世無雙的重機槍可以在2,500碼的距離一槍斃命。
有一次，卡洛斯在M2重機槍陣地裡發現一個用腳踏車運送突击步枪與彈藥的民工，他瞄了很久，發現推腳踏車的不過只是個12歲的男孩，這讓卡洛斯猶豫了好一陣子。後來他轉念想到這些槍與彈藥的用途之後，就扣了一下扳機，約四秒半後（.50彈頭初速約930公尺/秒）腳踏車就被這發彈頭打翻過去，連同牽車的男孩也狠狠的栽了個跟頭；男孩爬起來之後抄起槍就是一陣無地放矢漫天亂打，於是卡洛斯又按了一次板機，男孩就再也爬不起來了。

## 解甲歸田的時光
卡洛斯從現役退下來之後，並沒有使他閒下來，他忙著成立位於維吉尼亞州匡堤科海軍陸戰隊基地的斥候/狙擊手學校。戰爭時期的嚴重燒傷使卡洛斯不斷地發生疼痛，儘管移植的皮膚與新生的皮膚已經結痂癒合，但問題仍然困擾著卡洛斯；不過卻一點也不減他對指導後進晚輩的熱情。
一直到1975年，多發性硬化症（Multiple Sclerosis），一種無藥可醫並且持續惡化的疾病纏上卡洛斯。
卡洛斯的意志力驚人，但是再驚人也抵不過高層對他的看法，就在他離服役滿廿年的55天以前，卡洛斯被迫從他的崗位退休，也因此失去全額退休金的資格。沒有人對這樣的安排感到滿意，卡洛斯服役廿年，年輕的歲月充滿著出生入死的日子，他也不愧對國家對他的栽培，他建奇功立奇勳，火海中救了七個弟兄，最後卻換得一身病痛，加上從年幼就視為職志的陸戰隊也不要他了......卡洛斯陷入極端的沮喪，或許就有如一隻盡忠的老狗被趕出去流浪的心情。
最後卡洛斯還是釋懷了，就在他心中掙扎的這一段時間裡，所表現出的言行讓老伴裘也差一點受不了想離開他。卡洛斯振作起來，跟當地的鄰居和朋友開始培養釣鯊魚的嗜好，這對他的心情具有相當正面的幫助；卡洛斯也常常回學校看看後進與晚輩們，卡洛斯是個活生生的傳奇，每當他回學校，斥侯/狙擊手學校就把他的來訪當作年度盛事，師生都相當高興且歡迎。
卡洛斯提到，他之所以能夠出生入死後還能平安歸來，就是因為他有那個本事「躲的好好的」（"get in the bubble,"），從藏匿中他能夠進入「完全，絕對，根本專心」（"utter, complete, absolute concentration"；心流理論）的狀態，先注意他的裝備，然後才是環境，包括徐徐的微風與每一片葉子都有它們的訊息；都是他的情報來源。
越戰結束後，卡洛斯有個朋友給他看了一段落腮鬍大文豪歐內斯特·海明威的一小段文章；
「沒有那一次狩獵是以"人"為目標的更像狩獵，凡是追獵過有武裝的對象成了經驗之後，就只能沉迷於其中了。」（"Certainly there is no hunting like the hunting of man, and those who have hunted armed men long enough and like it, never really care for anything else thereafter."）
卡洛斯後來就把這段話節錄下來，卡洛斯說，「海明威說的沒錯，」「那是狩獵，無關殺戮。」（"He got that right," "It was the hunt, not the killing."）
卡洛斯在長期與硬化症的對抗下，於1999年2月23日在弗吉尼亚滩辭世。

## 獲頒的勳章
- 銀星勳章
- 紫心勳章

## 傳奇與影響
卡洛斯對美國海軍陸戰隊的影響是無遠弗屆的，一直到現在「槍砲士官長卡洛斯·哈斯考克射擊獎」仍然頒發給在射擊訓練中達到頭等射手（marksmanship）成績的陸戰隊員；北卡州「勒駿營」（Camp Lejeune）的其中一個靶場也以「哈斯考克」為名。
卡洛斯的傳奇之一是他在1967年時以特製的白朗寧M2重機槍加裝尤那托瞄準鏡狙殺一個距離有2,286公尺/1.42英里的目標（如果這個目標還能夠聽見要他命的槍聲也要6.86秒以後了）。這一槍創下廿世紀最遠擊殺目標的紀錄；創下700公尺擊殺距離，馬豪斯創下1,100公尺擊殺距離；我們必須說這一槍劃下時代上的意義，不只是距離而已，連帶.50 BMG彈藥也搖身一變成為專業狙擊用彈藥選項之一，更不用說目前至少有14款以.50口徑彈藥為設計基準的狙擊/反物質步槍（12.7mm口徑武器 （页面存档备份，存于））
一直到35年後，2002年，卡洛斯的魔彈紀錄才在新的技術輔佐下被打破。加拿大陸軍「派翠西亞公主輕步兵團」（Princess Patricia's Canadian Light Infantry）在阿富汗進行「森蚺作戰」（Operation Anaconda），其中由雷格斯戴爾伍長（Master Corporal Graham Ragsdale）率領的三人狙擊小組中，佛龍下士（Corporal Rob Furlong）以麥克米蘭TAC-50 .50口徑步槍於2,430公尺的距離一槍擊斃一名塔利班武裝份子。
2007年3月9日，位於加州聖地牙哥北方16公里的美國海軍陸戰隊米拉瑪航空站（Marine Corps Air Station Miramar）裡面的手槍/步槍複合靶場正式重新命名為「卡洛斯·哈斯考克複合靶場」（Carlos Hathcock Range Complex；）
卡洛斯也是下列四本書的主角：
- 「一槍一命」（One Shot, One Kill by Charles W. Sasser and Craig Roberts.）：本書介紹幾位有名的狙擊手，當然包括卡洛斯。
- 「白羽；美國海軍陸戰隊卡洛斯·哈斯考克自傳與回憶錄」（White Feather: Carlos Hathcock, USMC Scout Sniper--an Authorized Biographical Memoir by Roy F. and Norman A. Chandler.）
- 「沉默戰士」（Silent Warrior by Charles W. Henderson.）
- 「陸戰狙擊手：93次確認擊殺」（Marine Sniper: 93 Confirmed Kills by Charles W. Henderson.）

## 流言終結者
2006年第四季第67集由亞當·薩維奇（Adam Savage）以及傑米·海納曼（Jamie Hyneman）共同主持在11月29日播出的流言終結者中，兩位主持人嘗試破解或證明用另外一把步槍發射的子彈擊穿另一座瞄準鏡的可能性，以卡洛斯射穿敵軍狙擊手的事件為例。
在兩位主持人以手中所有的現代設備下，無法成功複製卡洛斯的經歷與結果，因此他們就宣稱：「流言破解！！」（"Myth busted!!"）
事實上對許多槍迷與卡洛斯的支持者來說，兩位主持人的實驗室環境還缺乏相當多相對的條件來「複製」或者「還原」當時卡洛斯所經歷的真實現場；包括彈藥的藥量、彈頭的重量、槍口初速、入射角，甚至氣壓與溼度。不知道是不是考慮到收看觀眾當中擁槍者不在少數的關係，兩位主持人又「勉強同意」（"concede that"）他們射擊的目標不符合原來卡洛斯射穿的瞄準鏡，以及考慮過以確實理想的條件下，加上足夠的運氣，「就有可能」一槍擊穿瞄準鏡。
2007年3月21日播出的流言終結者中，大概是經過許多擁槍自重的槍迷們去函反應之後，兩位主持人又只好重新實驗一遍這個「傳奇」，並且證明了「是有可能的」，但是必須用穿甲（Armor-piercing）彈才能夠穿透瞄準鏡。這一回節目中用來實驗的是一具老式的瞄準鏡，也遠比現代的瞄準鏡要小，傑米成功地一槍就打穿了這具瞄準鏡，而穿透瞄準鏡的子彈更是往凝膠假人的眼窩裡又鑽了兩英吋；如果加上彈頭終端彈道學（Terminal ballistics）中的滾轉效應，一個活生生的人的確很可能因為顳動脈撕裂而大量出血死亡；或者存活下來也會因為顳葉嚴重受創而終生飽受癲癇之苦，或失去聽覺（或者幻聽）以及語言功能。 

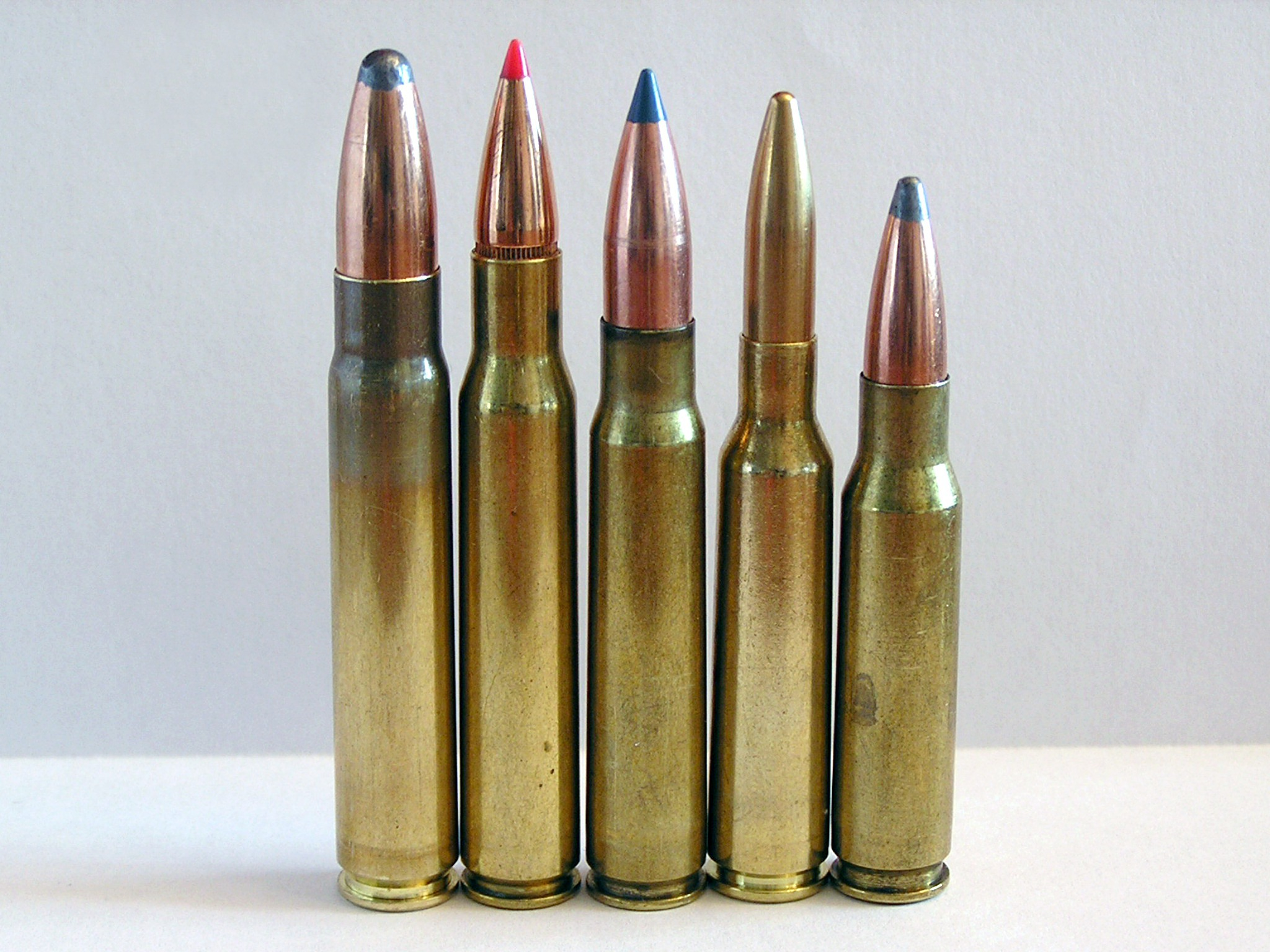
左起算過來第二顆子彈就是.30-06春田子彈。

值得注意的是在3月21日播出的這一集當中，潔米用的是一把M1加蘭德步槍，用的是春田子彈（.30-06 Springfield）的子彈，大概與卡洛斯用的溫徹斯特70型步槍彈藥相同；爭議的部分是，傑米用的是穿甲彈頭，而卡洛斯在事後的確認訪談中留下紀錄，他用的是軍用標準黃銅包鉛普通彈頭（ball ammunition）。由於條件差異太大，為了避免引起更大的爭議，於是節目改宣告為流言「確有可能」（"plausible"）而非「確認」（"confirmed"）。

## 外部連結
- Marine Corps Sniper Carlos N. Hathcock, Marine Corps Heroes.
- Carlos Hathcock, Sniper Central.